# 常楽寺 (中野市)
常楽寺（じょうらくじ）は、長野県中野市栗和田にある曹洞宗の寺院である。山号は仙洞山。本山は群馬県館林市の茂林寺。

## 概要
寺伝では臨済宗の夢窓疎石（夢窓国師）が諸国行脚の途次、当地に白雲関我帰山天南寺を建立し、川中島の戦いで焼失、安土桃山時代の1583年（天正11年）、上杉景勝が養父上杉謙信の菩提を弔うために寄進し、郡司不入を安堵し、茂林寺10世正清を中興開山とし、仙洞山常楽寺として、曹洞宗に改宗した。 
山門と本堂の間にある羅漢殿は11世大雄の発願で、1800年（寛政12年）に完成し、雛壇状に五百羅漢が安置されている。 観音堂は2世正参が1612年（慶長12年）に創建した。観音堂の本尊は謙信持仏の聖観音菩薩像で、景勝の寄進とされる。

## 本堂
現在の本堂は1819年（文政2年）に再建されたもので、立川和四郎富種の手になる「粟穂に鶉」や、二十四孝を題材とした8場面の彫刻が施された欄間は中野市の有形文化財に指定されている。和四郎富種の作としては他に、仁王尊、唐獅子、風神雷神、上杉謙信像などがある。
本堂の本尊は釈迦如来、脇侍には文殊・普賢両菩薩がある。

## 歴史
- 1583年（天正11年） - 上杉景勝が養父謙信公を開基として天庵正清大和尚が開山。
- 1819年（文政2年） - 本堂再建。
- 1858年（安政5年） - 本堂欄間・開基尊像・鶯張り大廊下建立[1][2]。

## 境内
- 本堂
- 仁王門
- 羅漢堂
- 庫裡
- 鐘楼
- 宝篋印塔
- 常夜塔
- 庚申念仏供養塔
- 三界万霊塔
- 観音堂[2]

## 歴代
- 十八世 - 泰賢住職
- 二十八世 - 牧嶺慈師[2]